# Etnomuzikologie
Etnomuzikologie je vědní obor, který se zabývá zkoumáním hudby coby uměleckého projevu typického pro civilizační, kontinentální, národní či lokální kulturní tradici a vývoj.
Od muzikologie se etnomuzikologie liší mj. tím, že většinou není zaměřena striktně na hudbu, ale soustředí se i na sledování hudby jako kulturního, sociologického a antropologického jevu.

## Předmět etnomuzikologie
Předmět etnomuzikologického zkoumání by se dal konkrétněji vymezit takto:
- Hudba přírodních národů – hudba kultur na předliterárním stupni vývoje. Podobných kultur je v současné době na světě velmi málo. Některé přežívají například na Papui Nové Guineji, na severní Sibiři nebo v Amazonii.
- Hudba vysokých kultur – hudba vyvinutých civilizací s vlastním písmem a kulturou (Indie, Čína).
- Lidová hudba, hudební folklór – je součástí kultur, u kterých se vyvinula kultivovaná hudba, existuje společně s vysokou hudební kulturou. Tak existuje folklór evropský, japonský, indický, vždy paralelně s kultivovanou hudbou těchto kultur a dochází ke vzájemnému ovlivňování a obohacování. (Hudba australských aboridžinců je hudbou přírodních národů; jako hudební folklór je označována mylně, v Austrálii nevznikla vysoká hudební kultura.)

Někdy je předmětem etnomuzikologie i populární hudba kvůli některým společným znakům s etnickou hudbou, příp. ojediněle world music.

## Etnomuzikologové
české země
- Leoš Janáček
- Vlastislav Matoušek

zahraničí
- Béla Bartók
- Mantle Hood
- Jaap Kunst
- Bruno Nettl
- Curt Sachs